# Use Your Illusion Tour
Die Use Your Illusion Tour (auch UYI-Tour) war eine Konzerttour der US-amerikanischen Hard-Rock-Band Guns N’ Roses, die vom 24. Mai 1991 bis zum 17. Juli 1993 dauerte. Für die Band war es bis dahin die größte Tour ihrer Karriere, sie wurde später in dem Guinness-Buch der Rekorde als längste Tour eingetragen. Neben Erfolg und Ruhm brachte die Tour der Band auch einige Negativschlagzeilen ein: Gründe waren unter anderem massive Verspätungen der Konzerte, Hasstiraden von Sänger Axl Rose und eine provozierte Unruhe, die zu einer Straßenschlacht führte.

## Überblick
Die Tour wurde anlässlich der gleichnamigen Alben Use Your Illusion I und Use Your Illusion II gestartet und begann am 24. Mai 1991, noch bevor die Alben erschienen waren. Die Tour bildete den Karrierehöhepunkt von G n’ R, den sie bis dato nicht mehr wiederholen konnten. In den 90er Jahren zählte die Band eine Fangemeinde von etwa sieben Millionen Anhängern und erreichte weltweit sehr hohe Verkäufe der UYI-Alben.
Einiges des auf der Tour aufgenommenen Video- und Tonmaterials wurde später vermarktet:
- Use Your Illusion I und Use Your Illusion II als Video und DVD mit Aufnahme des kompletten Konzerts vom 22. Februar 1992 in Tokio (Japan).
- Die Live-CD Live Era: ’87–’93 (Veröffentlichung 1999) enthält einige Aufnahmen, die während der Tour gemacht wurden.
- Geplant wurde zudem ein Dokumentationsfilm namens The Perfect Crime, welcher die Band während der Tour zeigen sollte, mit Aufnahmen rund um die Band neben den Konzerten selbst. Nach der Tour deutete nie mehr etwas auf eine Veröffentlichung eines solchen Filmes hin.
- Das Filmmaterial wurde auch für einige Musikvideos verwendet, darunter für die Videos von You Could Be Mine und Estranged.

Das Benehmen und Auftreten der Band während dieser Tour erzeugte eine Reihe von negativen Schlagzeilen in der Presse, zum Beispiel in den Magazinen Spin, Kerrang, Circus Magazine und Hit Parader. Axl Roses Antipathie in Bezug auf Journalisten, die ihm negativ gegenüberstanden, zeigt sich auch im Song Get in the Ring.

## Nennenswerte Ereignisse
- Am 2. Juli 1991 bei einer Show in St. Louis, Missouri, die auch als Riverport Riot bekannt ist, regte sich Axl Rose über einen Zuschauer auf, der während des Konzertes verbotenerweise Fotos schoss. Er forderte die Sicherheitsleute auf, einzugreifen. Da diese seiner Aufforderung nicht nachkamen, sprang er selbst von der Bühne, um dem Fotografen die Kamera wegzunehmen und verprügelte diesen. Zurück auf der Bühne beschimpfte er die Sicherheitsleute mit den Worten „Well, thanks to the lameass security, I’m going home“, warf das Mikrofon auf den Boden und verließ die Bühne – die Band folgte ihm daraufhin. Dies löste einen Aufstand aus, der nicht nur beim Konzert selbst zu Krawallen führte, sondern sich später in der Stadt ausweitete. Etwa 60 Leute wurden dabei verletzt und viele Teile der Ausstattung und Einrichtung der Band wurden zerstört.
- Izzy Stradlin verließ die Band 1991
- Am 13. und 14. April 1992 mussten zwei Konzerte aufgrund eines Haftbefehls wegen der Vorfälle in St. Louis abgesagt werden.
- Am 20. April 1992 nahm die Band am Freddie Mercury Tribute Concert im Londoner Wembley-Stadion teil. Hier spielten sie Paradise City und Knockin' On Heaven's Door, zu Ehren des im November 1991 verstorbenen Freddie Mercury. Da Axl Rose jedoch zuvor durch homophobe Äußerungen auffiel, waren sich die Verantwortlichen zunächst nicht sicher, ob das Publikum Rose als Act akzeptieren würde, zumal Mercury selbst homosexuell war; man ging sogar so weit, die Scorpions als Ersatz zu engagieren, falls das Publikum den provokanten Rose von der Bühne pfeifen sollte. Letztlich wurde der Auftritt doch bejubelt; Rose und Slash traten zudem noch mit weiteren Sängern wie Elton John und Joe Elliot auf.[1][2]
- Einen zweiten Aufstand gab es während des Konzerts am 8. August 1992 bei einer Show in Montreal (Québec). Die Konzertbesucher waren bereits recht angespannt aufgrund der Tatsache, dass Metallica, die auf Teilen der Tour Co-Headliner waren und vor Guns N’ Roses auftraten, ihren Auftritt frühzeitig beenden musste, da James Hetfield sich bei den Pyroeffekten eine Verbrennung zugezogen hatte. Auch Axl brach das Konzert frühzeitig ab, da er mit der Soundqualität nicht zufrieden war und angeblich auch einige Probleme mit der Stimme hatte. Wieder kam es zu gewalttätigen Auseinandersetzungen.

## Technik und Zahlen
Auch wenn heutige Tourneen von Bands wie Bon Jovi, U2, The Rolling Stones oder Kiss in Punkten Bühnenausstattung oder Showeffekten die Use-Your-Illusion-Tour übertreffen, so galt die Tour zur damaligen Zeit als eine der größten und aufwändigsten.

### Die Bühne
Die Bühne wurde zusammen von Phil Ealy und der Band entworfen. Die Dimensionen der Bühne betrugen in etwa 65 Meter Breite, 25 Meter Tiefe und 25 Meter Höhe (englische Angaben 200 × 80 × 75 Fuß). 900 Scheinwerfer kamen zum Einsatz. Um die Bühne und Anlage aufzubauen, benötigte es drei Tage, den Abbau schaffte man in einem Tag. Aus diesem Grund wurden in Europa drei komplette Bühnen und Anlagen verwendet – eine für das aktuelle Konzert, während zwei weitere bereits für die folgenden Konzerte aufgebaut wurden.

### Crew
Insgesamt über 80 Crewmitglieder begleiteten die Band auf der Tour. Das Magazin Performance ernannte die Crew zur „Crew des Jahres 1991“. Die ungefähre Zusammensetzung:
- Management,
- 6 Schreiner,
- 12 Personen fürs Catering,
- 3 Koordinatoren,
- 1 Stromtechniker,
- 6 Filmcrews,
- 60 Roadies für den Bühnenaufbau.

### Die Musikinstrumente
Slash reiste mit 13 Gitarren, darunter einige Les Paul. Duff McKagan kam mit zwei Fender Bassgitarren aus, Gilby Clarke hatte einige Gibson Gitarren. Ebenfalls begleitete ein Piano die Tour, das Axl Rose für den Song November Rain sowie den dazugehörigen Intro-Song benötigte. Bei jedem Konzert kamen rund 60 Mikrofone zum Einsatz.

### Weitere Zahlen und Fakten
Insgesamt wurden acht Tourbusse verwendet, fünf davon für die eigene Band inklusive Crew, drei für die Vorbands. In Europa kamen elf Lastwagen zum Einsatz. Bei den Konzerten wurden 200 Lautsprecher (Electro-Voice MT4) eingesetzt. Die komplette Technik und elektronische Anlagen benötigten rund 250.000 Watt. Zur Sicherstellung der Stromversorgung wurden zwei Stromgeneratoren eingesetzt.
Während des Lieds Welcome to the Jungle wurden zwei riesige aufblasbare Monster als „Spezialeffekt“ eingesetzt. Vier Personen wurden benötigt, um das Monster für die Show zu aktivieren.
Die Zuschauer konnten das Geschehen auf der Bühne zudem auf drei Videoleinwänden mitverfolgen. Zwei auf jeder Seite (5 × 8 Meter) und einer in der Mitte (5 × 5 Meter). Während der Europatournee übernahm Paul Becher die Regie.

## Tourplan
Die Tour wurde in acht Abschnitte, so genannte Legs, eingeteilt:
| Von               | Bis               | Ort                | Leg-Name                                  |
| ----------------- | ----------------- | ------------------ | ----------------------------------------- |
| 25. Mai 1991      | 9. April 1992     | USA und Europa     | „Get in the Ring Motherfucker“            |
| 16. Mai 1992      | 2. Juli 1992      | Europa             |                                           |
| 17. Juli 1992     | 6. Oktober 1992   | USA                |                                           |
| 25. November 1992 | 13. Dezember 1992 | Südamerika         |                                           |
| 12. Januar 1993   | 6. Februar 1993   | Japan/Ferner Osten |                                           |
| 23. Februar 1993  | 27. April 1993    | USA                | „Skin n’ Bones“                           |
| 22. Mai 1993      | 13. Juli 1993     | Europa             | „Get in the Ring Motherfucker – Round II“ |
| 16. Juli 1993     | 17. Juli 1993     | Argentinien        |                                           |

## Besuchte Länder
| - Argentinien - Australien - Österreich - Belgien | - Brasilien - Kanada - Chile | - Tschechien - Dänemark - Finnland - Deutschland | - Polen - Griechenland - Ungarn - Irland - Israel | - Italien - Japan - Kolumbien - Mexiko | - Niederlande - Neuseeland - Norwegen - Portugal | - Spanien - Schweden - Schweiz - Türkei | - UK - USA - Venezuela |